# 林慶隆 (棒球運動員)
林慶隆（1994年12月29日—），台灣台中市人，曾入選2016年U-23世界盃棒球賽與2017年夏季世界大學運動會的培訓名單，是一名棒球投手。

## 外部連結
- 林慶隆在台灣棒球維基館上的頁面（繁體中文）